# The Immaculate Collection (video)
The Immaculate Collection är den första greatest hits-videosamlingen av den amerikanska artisten Madonna. Videon släpptes av Warner Bros./Sire Records den 13 november 1990, och består av musikvideor producerade 1983–90. Den vann pris vid 1991 års MTV Video Music Awards för 'Best Long Form Video'.

## Låtlista
| Nr  | Titel                                            | Kompositör                              | Regissör(er)          | Längd |
| --- | ------------------------------------------------ | --------------------------------------- | --------------------- | ----- |
| 1.  | Lucky Star (från Madonna, 1983)                  | Madonna                                 | Arthur Pierson        | 3:30  |
| 2.  | Borderline (från Madonna, 1983)                  | Reggie Lucas                            | Mary Lambert          | 3:57  |
| 3.  | Like a Virgin (från Like a Virgin, 1984)         | Billy Steinberg, Tom Kelly              | Mary Lambert          | 3:50  |
| 4.  | Material Girl (från Like a Virgin, 1984)         | Peter Brown, Robert Rans                | Mary Lambert          | 4:43  |
| 5.  | Papa Don't Preach (från True Blue, 1986)         | Brian Elliot, Madonna                   | James Foley           | 5:06  |
| 6.  | Open Your Heart (från True Blue, 1986)           | Madonna, Gardner Cole, Peter Rafelson   | Jean-Baptiste Mondino | 4:26  |
| 7.  | La Isla Bonita (från True Blue, 1986)            | Madonna, Patrick Leonard, Bruce Gaitsch | Mary Lambert          | 4:01  |
| 8.  | Like a Prayer (från Like a Prayer, 1989)         | Madonna, Leonard                        | Mary Lambert          | 5:39  |
| 9.  | Express Yourself (från Like a Prayer, 1989)      | Madonna, Bray                           | David Fincher         | 5:02  |
| 10. | Cherish (från Like a Prayer, 1989)               | Madonna, Leonard                        | Herb Ritts            | 4:34  |
| 11. | Oh Father (från Like a Prayer, 1989)             | Madonna, Leonard                        | David Fincher         | 4:54  |
| 12. | Vogue (från I'm Breathless, 1990)                | Madonna, Shep Pettibone                 | David Fincher         | 4:54  |
| 13. | Vogue (live vid 1990 års MTV Video Music Awards) | Madonna, Pettibone                      | David Fincher         | 6:25  |